# 住田正一
住田 正一（すみた しょういち、1893年1月2日 - 1968年10月2日）は、経営者、東京都副知事、海事史研究家で日本海事史学会会長を務めた。

## 経歴
愛媛県出身。広島県立第三中学校、第六高等学校を経て、1918年、東京帝国大学法科大学政治学科卒。当時日本一の総合商社だった神戸の鈴木商店に入社、同船舶部勤務。鈴木商店の「大番頭」金子直吉の秘書を永く務めた。金子直吉名義の唯一の著書「経済野話」（1924年、巌松堂書店）は、東京ステーションホテル20号室で金子が住田に語った内容を住田が口述筆記の形でまとめたものである。
住田は、その後、鈴木商店を退社して1927年から国際汽船に勤務し取締役。1944年に同退社。1947年東京都副知事。1954年呉造船所社長。1956年「廻船式目考、回船式目史料集成」により日本大学にて法学博士の学位を取得。1962年、呉造船所会長。1964年、同相談役。日本造船工業会副会長をつとめるなど海運・造船業界の発展のために尽力した。

### 海事史料叢書 全20巻を編纂・出版
海運・造船界で実業家として活躍するかたわら海事史を研究し、1929年から1930年の2年間で『海事史料叢書』全20巻を編纂・出版した。

### 蔵書の寄贈
住田の著作の基礎となった書籍や資料は神戸大学の前身である官立神戸高等商業学校に寄贈され、神戸大学図書館で「住田文庫」として公開されている。これは、住田が東大法科在学中から1925年頃までに収集していた主として海事関係や地誌関係の和漢書約6,500点を寄贈したもので、江戸時代の木版印刷本や写本、それに古文書・古記録のほか古地図なども少なくない。在神中は、神戸で最初の図書館桃木書院図書館を開設し、後年神戸市立図書館の設立にも貢献した桃木武平の協力を得て、とくに積極的に海事関係資料を集めたようである。「海事史料叢書」には「住田文庫」から収録された史料がたいへん多く、この叢書は主として「住田文庫」の海事書を典拠にして編纂されたのではないかと思われる。
住田文庫に含まれる近世成立の郷土資料のうち代表的なものは以下のとおり。
- 「神戸村・二ツ茶屋村・兵庫津関係海運史料」全76点（帳簿49冊・文書29冊）
延宝7年（1679）から慶応2年（1866）に至る間の船往来手形・廻船帳・諸船改帳・船賃定書などであるが、神戸村（神戸浦）関係のものがもっとも多い。

- 「姫路藩浦状控」全13冊
姫路藩の船役人だった半澤氏が文化・文政期（1804年-1830年）に姫路藩領の沖合で起こった海難事故を処理した際の船体破損・人身安否・積荷流失などについての藩への公式報告書（浦状・浦証文・浦手形）を記録した写本。
- 『住田文庫目録』神戸大学附属図書館。

## 評価
住田の残したもっとも大きな業績は、1929年から1931年にかけて出版された「海事史料叢書」全20巻の編纂を独力で成し遂げた点である。

## 著作

### 編著
- 『傭船契約論』巌松堂書店、1920年。
- 『海事大辞典 上巻』海文堂出版、1925年。
  - 『海事大辞典 上巻』（住田正一 編、普及版）海文堂出版、1926年。
- 『海事大辞典 中巻』海文堂出版、1925年。
  - 『海事大辞典 中巻』（住田正一 編、普及版）海文堂出版、1926年。
- 『海事大辞典 下巻』海文堂出版、1926年。
  - 『海事大辞典 下巻』（住田正一 編、普及版）海文堂出版、1926年。
- 『日本海法史』巌松堂書店、1927年。
  - 『日本海法史』五月書房、1981年。
- 『日本海運史』。
- 『廻船式目の研究』東洋堂、1942年。
- 金沢兼光『和漢船用集』（住田正一 編解題）巌松堂、1944年。
- 『金儲けの哲学』青樹社、1969年。

### 海事史料叢書 全20巻
- 『海事史料叢書 第1巻』巌松堂書店、1929年。
  - 日本海事史学会 編『海事史料叢書 第1巻』成山堂書店、1969年。
- 『海事史料叢書 第2巻』巌松堂書店、1929年。
  - 日本海事史学会 編『海事史料叢書 第2巻』成山堂書店、1969年。
- 『海事史料叢書 第3巻』巌松堂書店、1929年。
  - 日本海事史学会 編『海事史料叢書 第3巻』成山堂書店、1969年。
- 『海事史料叢書 第4巻』巌松堂書店、1929年。
  - 日本海事史学会 編『海事史料叢書 第4巻』成山堂書店、1969年。
- 『海事史料叢書 第5巻』巌松堂書店、1929年。
  - 日本海事史学会 編『海事史料叢書 第5巻』成山堂書店、1969年。
- 『海事史料叢書 第6巻』巌松堂書店、1929年。
  - 日本海事史学会 編『海事史料叢書 第6巻』成山堂書店、1969年。
- 『海事史料叢書 第7巻』巌松堂書店、1929年。
  - 日本海事史学会 編『海事史料叢書 第7巻』成山堂書店、1969年。
- 『海事史料叢書 第8巻』巌松堂書店、1930年。
  - 日本海事史学会 編『海事史料叢書 第8巻』成山堂書店、1969年。
- 『海事史料叢書 第9巻』巌松堂書店、1930年。
  - 日本海事史学会 編『海事史料叢書 第9巻』成山堂書店、1969年。
- 『海事史料叢書 第10巻』巌松堂書店、1930年。
  - 日本海事史学会 編『海事史料叢書 第10巻』成山堂書店、1969年。
- 『海事史料叢書 第11巻』巌松堂書店、1930年。
  - 日本海事史学会 編『海事史料叢書 第11巻』巌松堂書店、1969年。
- 『海事史料叢書 第12巻』巌松堂書店、1930年。
  - 日本海事史学会 編『海事史料叢書 第12巻』巌松堂書店、1969年。
- 『海事史料叢書 第13巻』巌松堂書店、1930年。
  - 日本海事史学会 編『海事史料叢書 第13巻』成山堂書店、1969年。
- 『海事史料叢書 第14巻』巌松堂書店、1930年。
  - 日本海事史学会 編『海事史料叢書 第14巻』成山堂書店、1969年。
- 『海事史料叢書 第15巻』巌松堂書店、1930年。
  - 日本海事史学会 編『海事史料叢書 第15巻』成山堂書店、1969年。
- 『海事史料叢書 第16巻』巌松堂書店、1930年。
  - 日本海事史学会 編『海事史料叢書 第16巻』巌松堂書店、1930年。
- 『海事史料叢書 第17巻』巌松堂書店、1930年。
  - 日本海事史学会 編『海事史料叢書 第17巻』巌松堂書店、1930年。
- 『海事史料叢書 第18巻』巌松堂書店、1931年。
  - 日本海事史学会 編『海事史料叢書 第18巻』成山堂書店、1969年。
- 『海事史料叢書 第19巻』巌松堂書店、1931年。
  - 日本海事史学会 編『海事史料叢書 第19巻』成山堂書店、1969年。
- 『海事史料叢書 第20巻』巌松堂書店、1931年。
  - 日本海事史学会 編『海事史料叢書 第20巻』成山堂書店、1969年。

### 日本海防史料叢書
- 『日本海防史料叢書 第1巻』海防史料刊行会、1932年。
  - 『日本海防史料叢書 第1巻』東洋堂、1943年。
  - 『日本海防史料叢書 第1巻』クレス出版、1989年7月。
- 『日本海防史料叢書 第2巻』海防史料刊行会、1932年。
  - 『日本海防史料叢書 第2巻』東洋堂、1943年。
  - 『日本海防史料叢書 第2巻』クレス出版、1989年7月。
- 『日本海防史料叢書 第3巻』海防史料刊行会、1932年。
  - 『日本海防史料叢書 第3巻』クレス出版、1989年7月。
- 『日本海防史料叢書 第4巻』海防史料刊行会、1932年。
  - 『日本海防史料叢書 第4巻』クレス出版、1989年7月。
- 『日本海防史料叢書 第5巻』海防史料刊行会、1932年。
  - 『日本海防史料叢書 第5巻』クレス出版、1989年7月。
- 『日本海防史料叢書 第6巻』海防史料刊行会、1932年。
- 『日本海防史料叢書 第7巻』海防史料刊行会、1932年。
- 『日本海防史料叢書 第8巻』海防史料刊行会、1933年。
- 『日本海防史料叢書 第9巻』海防史料刊行会、1933年。
- 『日本海防史料叢書 第10巻』海防史料刊行会、1933年。

### 関連書籍
- 日本海事史学会 編『日本海事史料目録 第1集』日本海事史学会、1967年。
- 日本海事史学会 編『続海事史料叢書 第1巻』成山堂書店、1969年。
- 日本海事史学会 編『続海事史料叢書 第2巻』成山堂書店、1972年。
- 日本海事史学会 編『続海事史料叢書 第3巻』成山堂書店、1978年。
- 日本海事史学会 編『続海事史料叢書 第4巻』成山堂書店、1979年。
- 日本海事史学会 編『続海事史料叢書 第5巻』成山堂書店、1980年。
- 日本海事史学会 編『続海事史料叢書 第6巻』成山堂書店、1981年。
- 日本海事史学会 編『続海事史料叢書 第7巻』成山堂書店、1982年。
- 日本海事史学会 編『続海事史料叢書 第8巻』成山堂書店、1984年。
- 日本海事史学会 編『続海事史料叢書 第9巻』成山堂書店、1984年。
- 日本海事史学会 編『続海事史料叢書 第10巻』成山堂書店、1986年。

## 家族
次男の住田正二は、運輸次官、全日空顧問をへて国鉄民営化後のJR東日本初代社長を務めた。